# Obraz Matki Boskiej Prudnickiej

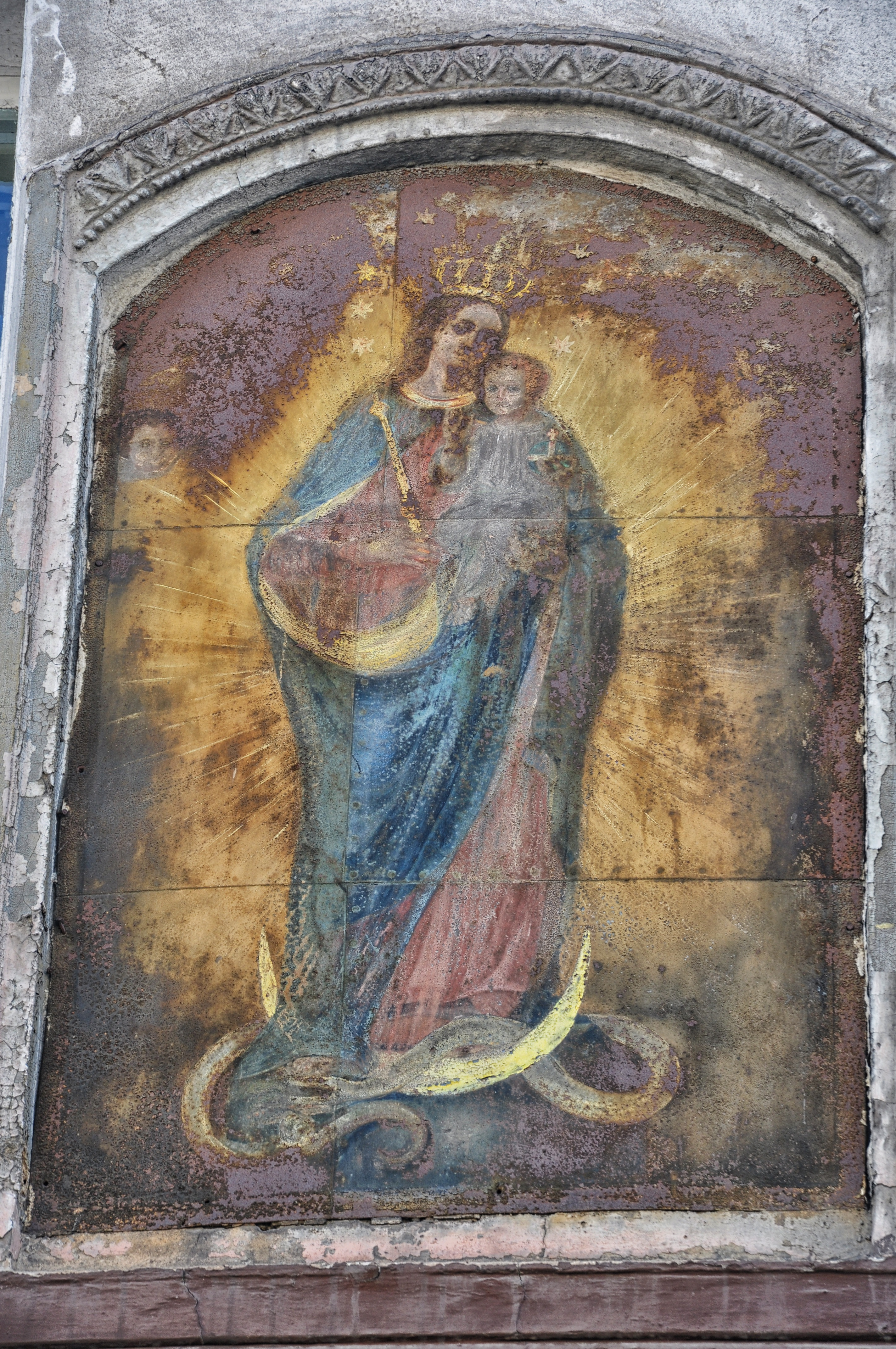
Malowidło Matki Boskiej Prudnickiej

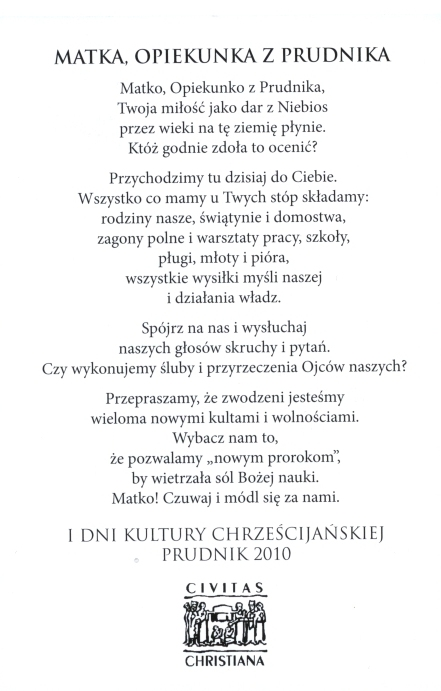
Modlitwa do Matki Boskiej Prudnickiej

Obraz Matki Boskiej Prudnickiej (również Obraz Matki Boskiej Wspomożenia Wiernych z Prudnika) – wizerunek przedstawiający Maryję z Dzieciątkiem w typie Hodegetrii, znajdujący się w parafialnym kościele św. Michała Archanioła w Prudniku. Obraz otoczony jest lokalnym kultem religijnym i uważany za cudowny .

## Historia
Obraz powstał najprawdopodobniej w XVII wieku. Początkowo znajdował się w klasztorze kapucynów w Brzegu. W XVIII wieku został podarowany klasztorowi kapucynów w Prudniku, który znajdował się u zbiegu obecnych ul. Klasztornej i Kościuszki przez baronową Wengerską. Znajdował się w nim do 1810, kiedy to doszło do sekularyzacji majątków klasztornych na terytorium ówczesnego Królestwa Pruskiego. Został wtedy przekazany kościołowi św. Michała Archanioła.
Malarz Simon Szwarzer z Prudnika wzorując się na tym obrazie stworzył wizerunek Matki Boskiej Wspomożenia Wiernych (znany również jako Maria Hilf i Maria Pomocna), który obecnie znajduje się w sanktuarium nieopodal Zlatych Hor.

## Legenda
Obraz jest otoczony legendą, według której Matka Boska ukazała się we śnie kobiecie, której syn (niemowlę) o imieniu Filip w nocy zsunął się do jej nóg i zaczął się dusić. Maryja ostrzegła ją o tym, co dzieje się jej dziecku. Kobieta obudziła się i znalazła swoje dziecko z pianą na ustach, które nie dawało oznak życia. Zrozpaczona matka zaczęła prosić Maryję, aby utrzymała jej syna przy życiu. Dziecko wyzdrowiało, a kobieta przeszła na katolicyzm. Dwadzieścia lat później Filip został zakonnikiem .

## Modlitwa do Matki Boskiej Prudnickiej
Matko, Opiekunko z Prudnika,
Twoja miłość jako dar z Niebios
przez wieki na tę ziemię płynie.
Któż godnie zdoła to ocenić?
Przychodzimy tu dzisiaj do Ciebie.
Wszystko co mamy u Twych stóp składamy:
rodziny nasze, świątynie i domostwa,
zagony polne i warsztaty pracy, szkoły,
pługi, młoty i pióra,
wszystkie wysiłki myśli naszej
i działania władz.
Spójrz na nas i wysłuchaj
naszych głosów skruchy i pytań.
Czy wykonujemy śluby i przyrzeczenia Ojców naszych?
Przepraszami, że zwodzeni jesteśmy
wieloma nowymi kultami i wolnościami.
Wybacz nam to,
że pozwalamy „nowym prorokom”,
by wietrzała sól Bożej nauki.
Matko! Czuwaj i módl się za nami.